# HAPPINESS ARENA
HAPPINESS ARENA（ハピネスアリーナ）は、長崎県長崎市幸町の長崎スタジアムシティ内にある多目的アリーナ。ジャパネットホールディングスが事業主となり、傘下の株式会社リージョナルクリエーション長崎が事業主体となって運営に当たる。
コカ・コーラボトラーズジャパンとのパートナーシップに基づき「HAPPINESS ARENA」の名称とした。

## 概要
三菱重工業が所有していた長崎造船所幸町工場の跡地再開発事業である長崎スタジアムシティにおける中核施設の一つ。当初の計画には盛り込まれていなかったが、ジャパネットが出資してプロバスケットボールクラブ「長崎ヴェルカ」を発足させ、そのホームアリーナとしての使用を想定して整備されている。
バスケットボールだけではなく、音楽コンサートや展示・物産展等での使用も可能な多機能・可変型の施設として整備されている。

## 構成

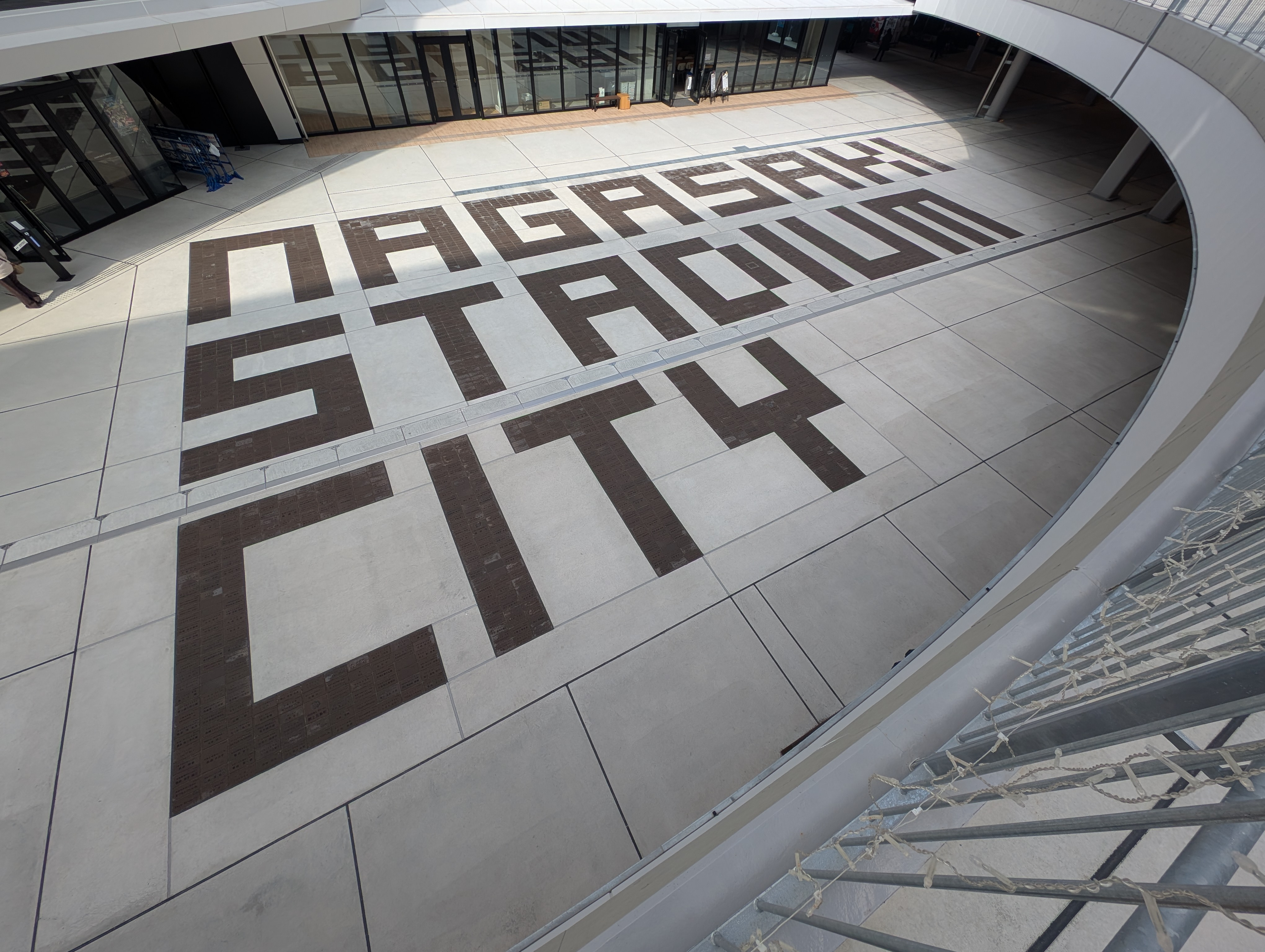
アリーナ前に敷設されている刻印レンガ

面積 27,396.15 m²のメインアリーナと、面積 約2,300 m²のサブアリーナで構成される。
アリーナ入り口正面の広場に"NAGASAKI STADIUM CITY"の文字状にレンガが敷かれている。このレンガにはそれぞれ著名人や一般人のメッセージ・名前が記されている。

### メインアリーナ
B.LEAGUE・長崎ヴェルカのホームアリーナとして使用されているが、バスケットボールだけではなくバレーボール・バドミントン・ハンドボールなどの競技にも対応する。
建物は4階建てで、上空から見ると八角形の形状をしており、収容人員は約6,000席。座席は全席ドリンクホルダー付きでクッション性のある座面になっている。一部はVIPルームとして食事を提供しながら試合が観戦できる個室が複数用意されている。なお、北側の観客席下部には仮設組立式のステージ（幅22m×奥行12.2m）及び舞台幕・化粧間仕切り幕が設置可能で、上層の一部を除いて可動式の座席となっている（その他の3面はアリーナ前方に仮設席を配置）。
吊り下げ式の大型映像装置が設置されている。
屋上はフットサルコートになっている。

### サブアリーナ
佐世保市の「ヴェルカクラブハウス」からクラブハウス機能・練習場機能が移転してきた。メインアリーナでイベント開催時などに物販スペースとして使用することも考えられている。アリーナとクラブハウス間は徒歩30秒。
クラブハウス内にはV字型の間接照明で装飾されたシアタールームも設けられている。
屋上は3x3コートになっている。

## 歴史
- 2019年6月19日 - 「長崎スタジアムシティプロジェクト」 地域創生ビジョン発表イベント開催[11]。この時点でアリーナやバスケットボールチームには触れられず。
- 2020年
  - 7月10日 - プロバスケットボールチームの設立と新アリーナをホームとすることを発表[12]。
  - 12月18日 - 基本設計が完了したことを公表[13]。
- 2021年6月3日 - 長崎スタジアムシティプロジェクトがスポーツ庁及び経済産業省の「多様な世代が集う交流拠点としてのスタジアム・アリーナ」に「構想・計画段階」の施設として選定[14]。
- 2022年6月26日 - 起工式開催[15]。
- 2023年
  - 7月11日 - B.LEAGUE ALL-STAR GAME 2026の開催が決定[16]。
  - 10月23日 - 名称を「HAPPINESS ARENA」とすることを発表[17]。
  - 11月13日 - この日開催された「長崎スタジアムシティ開業1年前プレミアムパーティ」にて、スタジアムシティの2024年10月14日開業を発表[18]。
- 2024年
  - 5月2日 - 長崎スタジアムシティがスポーツ庁及び経済産業省の「多様な世代が集う交流拠点としてのスタジアム・アリーナ」に「設計・建設段階」の施設として選定[19]。
  - 9月14日、初の有観客イベントとしてプレシーズンマッチ長崎ヴェルカ対琉球ゴールデンキングスが開催され、チケットは完売。入場者数5,227名を記録した[20]。
  - 10月4日、りそなグループ B.LEAGUE 2024-25開幕戦長崎ヴェルカ対サンロッカーズ渋谷を開催[21][22]。
  - 10月14日 - グランドオープン[18]。
  - 10月19日 - 「Japanet presents ハピネスアリーナこけら落とし さだまさしチャリティーコンサート 長崎から、能登へ！」開催[23]

## 使用チーム
- 長崎ヴェルカ（B.LEAGUE）
- 久光スプリングス（SVリーグ）※一部試合[24]

## 主な大会・イベント

### スポーツ
- B.LEAGUE ALL-STAR GAME 2026（2026年予定）[16]
- 令和6年冬巡業 大相撲長崎場所（2024年12月4日）[25]

### イベント
- ワンワン・ワンダフルアリーナ（2024年12月21日）[26]
- プリンスアイスワールド長崎公演（2025年1月18、19日）[27][28]
- ディズニー・オン・アイス "Magic in the Stars"(2025年9月27日-2025年9月29日)

### 音楽ライブ
- 『Japanet presents ハピネスアリーナ こけら落とし さだまさしチャリティーコンサート 長崎から、能登へ!』(2024年)
- 水曜日のカンパネラ(2025年)
- Aqua Timez(2025年)
- AI(2025年)

### 注記
1. ↑  長崎造船所跡地の優先交渉権獲得が2018年4月26日であるのに対し、長崎ヴェルカの発足は2020年7月10日である[2]。